# Andrés Neumann
Andrés Neumann (Cochabamba, 1943) è un artista uruguaiano con cittadinanza italiana, professionista dell'industria creativa e culturale, design-thinker, curatore artistico e talent coach.

## Biografia

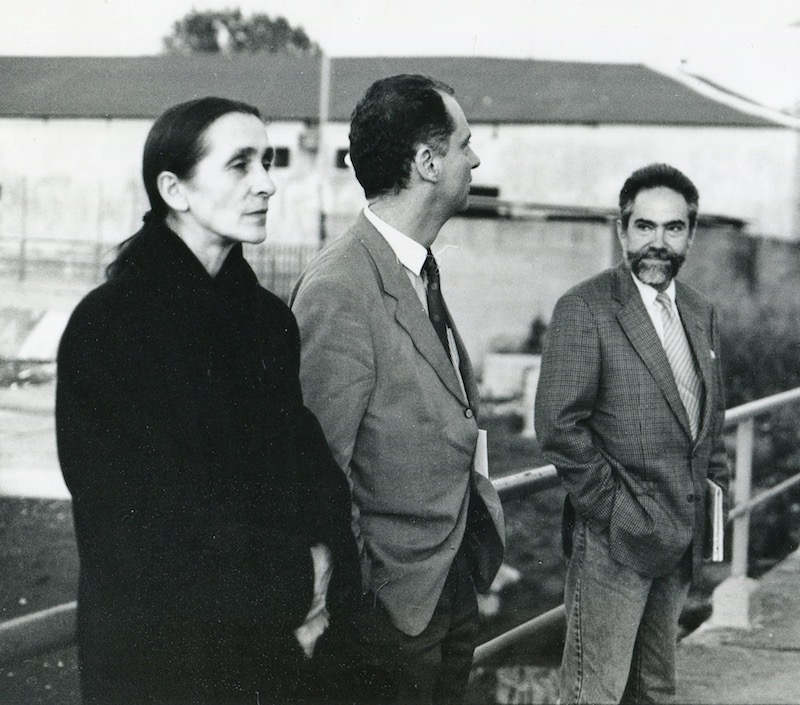
Andrés Neumann con Pina Bausch e Matthias Schmiegelt durante un sopralluogo (1985)

Andrés Neumann è un creatore di eventi culturali nato a Cochabamba (Bolivia) e cresciuto in Montevideo (Uruguay), la cui attività si è svolta prima a Montevideo e poi in Nancy (Francia), Firenze e Roma (Italia).
Formatosi negli anni sessanta nell'ambiente del teatro indipendiente di Montevideo, dagli anni settanta lavora sia in Europa che in Sudamerica svolgendo una intensa attività come animatore culturale su scala internazionale. Negli anni sessanta si trova a Punta del Este (Uruguay) tra gli organizzatori della riunione della Organisation of American States presieduta dal Presidente degli USA Lyndon Johnson, successore di John F. Kennedy. Negli stessi anni Andrés Neumann è anche uno dei creatori dei Conciertos Beat al Teatro Solís di Montevideo, nonché realizzatore di una serie di installazioni multimediali che gli valgono nel 1972 una borsa di studio del Governo Francese su invito di Jack Lang presso il Festival Mondial du Théâtre de Nancy.
Nel 1974 Neumann si trasferisce in Italia per la selezione della partecipazione italiana al Festival.
Si stabilisce poco dopo a Firenze dove dà vita e cura per tre anni una Stagione di Teatro Sperimentale, il Rondò di Bacco, in una sala del Palazzo Pitti.
Nel programma di questa manifestazione vengono ospitati, tra molti altri, Tadeusz Kantor con il Cricot 2 nella Classe Morta, il Bread and Puppet Theater di Peter Schumann, Bob Wilson e Meredith Monk. Nel 1978 fonda una società di produzione e distribuzione di spettacoli d'arte, la Andrés Neumann International, con la quale coproduce il Mahabarata di Peter Brook, l'Hamlet di Ingmar Bergman, nonché spettacoli di Andrzej Wajda e di Pina Bausch, oltre a creare eventi spettacolari in tutto il mondo con la partecipazione tra molti altri di Dario Fo, Vittorio Gassman e Marcello Mastroianni.
Andrés Neumann è stato uno dei diretti collaboratori di Renato Nicolini nella concezione e realizzazione dell'Estate romana, contribuendo in qualità di curatore con un Progetto Speciale per il Teatro Internazionale a Roma. Il 3 Febbraio del 1986 viene nominato Chevalier de l'Ordre des Arts et des Lettres. Il 20 Maggio 2014 viene nominato Officier de l'Ordre des Arts et des Lettres.
Attualmente Neumann si dedica principalmente al coaching e alla consulenza artistica e strategica in ambito culturale. In questa veste è stato co-creatore del Funaro Centro Culturale di Pistoia. Contestualmente Andrés Neumann ha donato al Funaro l’intero corpo del suo archivio professionale (1955- 2015) comprensivo di una biblioteca teatrale e documenti in 9 lingue relativi allo spettacolo mondiale di mezzo secolo. L’Archivio Teatrale Andrés Neumann è consultabile in loco e sul sito web.

## Premi
Premi UBU per il “Miglior Spettacolo Straniero in Italia” conferiti a spettacoli presentati dalla Andres Neumann International:
- 2011 "Vollmond" di Pina Bausch
- 1994 "Fratelli e sorelle" di Lev Dodin
- 1992 "Gaudeamus" di Lev Dodin
- 1991 "La tempête" di Peter Brook
- 1990 "Palermo Palermo" di Pina Bausch
- 1989 "Lungo viaggio verso la notte" di Ingmar Bergman
- 1988 "Sei personaggi in cerca d'autore" di Anatolij Vassiliev
- 1986 "Mahabharata" di Peter Brook

Altri premi
- 1970 Círculo de la Crítica Teatral (Uruguay) per "Mejor Ambientación Sonora"